# Софийско
 Тази статия е за историко-географската област.  За административната област вижте Софийска област.  За общината вижте Столична община.
Софийско е историко-географска област в Западна България, около град София.
Територията ѝ съвпада приблизително с някогашната Софийска околия – основната част от днешните общини Столична (без селищата Бусманци, Бухово, Горни Богров, Долни Богров, Желява, Казичене, Кривина и Яна от Елинпелинско и селата Плана и Долни Пасарел, както и залетите от язовир „Искър“ Горни Пасарел, Калково и Шишманово от Самоковско), Костинброд, Божурище (без Мала Раковица от Брезнишко), Своге (без Габровница, Гара Лакатник, Губислав, Лакатник, Левище, Оплетня, Еленов дол, Дружево, Миланово от Врачанско), Сливница (без Бахалин, Драготинци и Извор от Годечко и Ракита и Пищане от Брезнишко) и Перник (без селищата Батановци, Зидарци, Лесковец, Планиница, Селищен дол, Черна гора и Ярджиловци от Радомирско, селата Витановци, Вискяр, Мещица, Радуй и Расник от Брезнишко и село Чуйпетлово от Самоковско), както и селата Василовци, Мало Малово и Цръклевци в община Драгоман. Разположена е в средната и западната част на Софийската котловина и по съседните планини. Граничи с Врачанско на север, Ботевградско и Елинпелинско на изток, Самоковско на юг и Радомирско, Брезнишко и Годечко на запад.